# إنديانا جونز ومعبد الهلاك (لعبة فيديو 1985)
إنديانا جونز ومعبد الهلاك (بالإنجليزية: Indiana Jones and the Temple of Doom)‏، هي لعبة فيديو أمريكية من نوع مغامرات وأكشن، وهي من تطوير ونشر شركة أتاري، ومن ترخيص شركة لوكاس آرتز، صدرت اللعبة في الأسواق سنة 1985، وتعمل على عدة منصات، ومنها أتاري إس تي وإم إس إكس وآبل 2 ونظام دوس، وغيرها.